# Achernar
Az Achernar (α Eri, α Eridani, Alpha Eridani, Alfa Eridani) az Eridánusz csillagkép legfényesebb csillaga, az égbolton a tizedik legfényesebb.

## Leírása

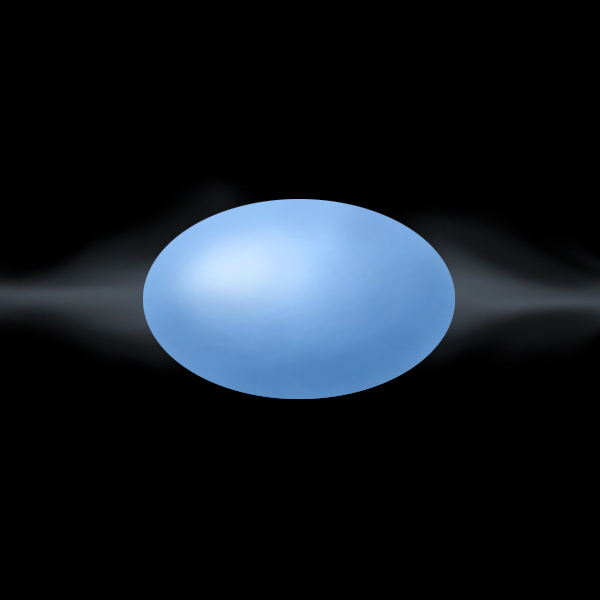
Az Achernar valószínű kinézetének ábrázolása

A leghosszabb észak-déli kiterjedésű csillagkép, az Eridánusz csillagkép legdélibb és legfényesebb csillaga. Asztrofizikai értelemben a legfényesebb csillagok között sok tekintetben egyedinek számít.
A csillagászok interferometriai módszerekkel megállapították, hogy több legfényesebb csillag kiöblösödik az egyenlítője környékén, tehát az egyenlítői sugara jóval nagyobb a sarki sugaránál. Az Altair, a Vega és a Regulus jól ismert példái ennek. A kiöblösödés oka minden esetben a gyors tengely körüli forgás. Az Achernar a legszélsőségesebb példája ennek a legfényesebb csillagok között. Egy 2003-as tanulmány szerint az Achernar egyenlítői átmérője 56%-kal nagyobb, mint a sarki átmérője. A legutóbbi mérések szerint az  egyenlítői átmérője 11,8-szer akkora, mint a Napunké, míg a sarki átmérő annak 7,6-szorosa. Egyenlítői sebessége legalább 250 km/sec. Ezzel a tengelyforgási sebességgel legalább ezerszer gyorsabban veszít gázt, mint a Napunk.
Az Achernar besorolása Be, vagyis B színképtípusú emissziós csillag. Az ilyen csillag a B spektrális osztályba tartozik, az Achernar a B3-ba. Egy gázokból álló korong veszi körül, ami hozzájárul a spektrális színképéhez. Az elsőként felfedezett ilyen csillag a Gamma Cassiopeiae volt (a Cassiopeia W vagy M betűjének középső tagja). Egy másik fényes példa a Delta Scorpii. Ezek a Be osztályú csillagok drámai felfényesedési folyamaton és fényingadozási folyamaton mennek át. A Delta Scorpii a 20. század elejéig 2,3 magnitúdós csillag volt, az utóbbi években azonban elérte az 1,6m-s értéket, ami jelentős változás. Lehetséges, hogy az Achernar is hasonló felfényesedés előtt áll, ennek ideje azonban mai tudásunkkal meghatározhatatlan, lehet holnap vagy ezer év múlva.
Az Achernar ezen felül a Lambda Eridani típusú változócsillagok közé is tartozik, ami nagyon gyenge, de rendszeres változást jelent a fényességben. Ezek okát abban jelölik meg, hogy a csillag vagy rezgéseket végez, vagy a napfoltok kerülnek a látóterünkbe.
Az Achernar távolsága a Naprendszerünktől 144 fényév.
A csillag kora mindössze néhány száz millió év.
A sugárzása forrása a hidrogén átalakulása héliummá. Felszíni hőmérséklete bizonytalan, de 14 500 K körül lehet. Energiájának nagy részét az ultraviola elektromágneses tartományban adja le.
Tömege a Nap tömegének 6-8-szorosa lehet. Ha ilyen ütemben veszít a tömegéből, nem válik szupernovává, hanem fehér törpe lesz belőle, mint a Sirius B.
A csillag fénye kékesfehér. 

## Nevének eredete
Az Achernar arab szó jelentése: „a folyó vége”. Ezt a nevet először a hármas fényrendű théta Eridani viselte, ami tőle északabbra van. A reneszánsz idején a nevet átvitték az első fényrendű csillag számára, ami a théta Eridani tól 17°-kal délebbre van. A thétának ezután az Acamar nevet adták (ennek is hasonló az értelme, „a folyó vége”).

## Megfigyelése
Európa földrajzi szélességéről nem látható.
Klaudiosz Ptolemaiosz, az ókor legnagyobb hatású csillagásza nem említi, bár Alexandriából látnia kellett volna (é.sz. 31°). R. H. Allen szerint ez azt bizonyítja, hogy Ptolemaiosz nem a saját megfigyeléseit jegyezte fel, hanem Hipparkhoszét használta fel, ő pedig, Rodosz szigetén 5°-al északabbra volt, és ezért nem láthatta a csillagot.
Az Achernar egy viszonylag csillagmentes területen látható, ahol még 3-as fényrendű csillagok sincsenek.
Az Achernar és a Tejútrendszer két kísérő galaxisa, a Kis Magellán Felhő és a Nagy Magellán Felhő egy háromszög három csúcsán helyezkednek el. Az Achernar 16 fokra van a Kis Magellán Felhőtől (SMC) és 26 fokra a Nagy Magellán Felhőtől (LMC). A két Magellán Felhő közötti távolság 20 fok.
Az Achernar és az Alpha Centauri között 61° van, és 89°-ra van az Antarestől.
Öt fényéves környezetében két másik csillagrendszer van. Az egyik egy napszerű csillag, tőle 3,5 fényévre, a másik egy narancs színű, fősorozatbeli csillag, tőle 4,9 fényévnyire.

## Érdekességek
Az Achernar 2000 környékén elvesztette „a legnagyobb szögtávolságban lévő legfényesebb csillagok egyik tagja” címet. Az Achernar és a Fomalhaut szögtávolsága 39°, 06' volt; az Antares és az Alpha Centauri szögtávolsága pedig 39°, 07'.

## Megjelenése a kultúrában
- A Frontier: Elite II és a Frontier: First Encounters számítógépes játékokban Achernar (Achenar-nak írva) a Birodalom fővárosa és a Császár székhelye.
- A Star Trek Original Series második évadának Wolf in the Fold epizódjában Hasfelmetsző Jack stílusú gyilkosságok történnek 2156-ban.
- Leonard Nimoy: Primortals úgy említi az Achernar III bolygót, mint ahonnan a lázadó Zeerus származik.
- A Star Trek: Nemesis könyvekben az Achernar a fővárosa a Birodalmi Romulán Államnak.
- A német Alrakis[5] (atmoszférikus black metalt játszó zenekar) 2011-ben kiadott albumának címe Alfa Eri.

## Fordítás
Ez a szócikk részben vagy egészben  a   Stars_and_planetary_systems_in_fiction#Achernar_.28Alpha_Eridani.29 című angol Wikipédia-szócikk fordításán alapul.  Az eredeti cikk szerkesztőit annak laptörténete sorolja fel. Ez a jelzés csupán a megfogalmazás eredetét és a szerzői jogokat jelzi, nem szolgál a cikkben szereplő információk forrásmegjelöléseként.